# Gräfendorf
Gräfendorf es un municipio situado en el distrito de Meno-Spessart, en el estado federado de Baviera (Alemania). Tiene una población estimada, a finales de 2019, de 1351 habitantes.
Se encuentra ubicado al noroeste del estado, en la región de Baja Franconia, cerca de la orilla del río Meno —un afluente derecho del Rin— y de la frontera con el estado de Hesse.